# Lipaugus weberi
Lipaugus weberi là một loài chim trong họ Cotingidae.